# Tantra (testi induisti)

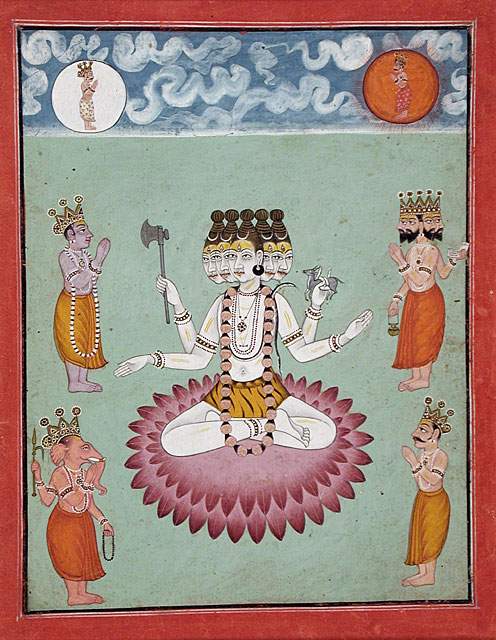
Adorazione di Sadāśiva, Śiva dai cinque volti,; dipinto del XVII secolo. Secondo una tradizione, fu in questa forma che Śiva comunicò agli uomini gli Āgama.

Nella letteratura filosofico-religiosa dell'Induismo un Tantra è un insieme di opere sacre in lingua sanscrita, cui fanno riferimento varie tradizioni indiane e non, molte delle quali ritenute non ortodosse per il fatto di non fondarsi sulla rivelazione vedica. La classificazione di questi testi, molti dei quali non ci sono pervenuti, non è univoca.

## Le classificazioni

### La tradizione
Nel suo fondamentale Tantrāloka, Abhinavagupta (filosofo indiano vissuto fra il IX e il X secolo), scrive che, in un'epoca remota, il saggio Durvāas fu incaricato da Śiva medesimo di riassumere e diffondere il suo insegnamento. Il saggio affidò questo compito ai suoi tre figli spirituali: Āmardaka, Śrīnātha e Tryambaka, i quali enunciarono così la dottrina ṡivaita in tre forme distinte: dualista (dvaita), dualista e non-dualista insieme (dvaitādvaita), non-dualista (ādvaita). Il corpus delle opere che furono scritte è, secondo la tradizione, quello attualmente noto come Tantra, ma, va subito evidenziato, esistono nella letteratura altri raggruppamenti, con altre opere e differenti suddivisioni e definizioni.
(Abhinavagupta, Tantrāloka, I.18-19; tradotto da Mark S. G. Dyczkowski, The Doctrine of Vibration: An Analysis of Doctrines and Practices of Kashmir Shaivism, Motilal Barnasidass, 2000 (1989), p. 226)
Va ricordato che il termine stesso, tantra (letteralmente: "telaio", "tecnica", in una traduzione di Osho Rajneesh), non è univocamente definito, ed è oggi spesso usato come sinonimo di tantrismo, termine inventato da studiosi occidentali e che non ha riscontro nella letteratura classica indiana, poi adoperato in altri contesti, indicando anche argomenti e dottrine che non rientrano nell'ambito dell'Induismo.
Sempre secondo la tradizione, i testi scritti dai figli di Durvāas furono 92, e i nomi di queste opere sono stati elencati da uno dei commentatori di Abhinavagupta, Jayaratha, nel Tantrālokavārttika. I primi 28 testi, quelli delle dottrine dualista (in numero di 10) e dualista/non-dualista (in numero di 18), sono detti anche Āgama (termine che significa tramandato, a indicare un'origine divina) e appartengono alla scuola Śaivasiddhānta, o Śaiva tout court, dal Kāmika al Saurabheya. Gli altri 64, i Tantra non dualistici, hanno dato seguito a più di una scuola esegetica, ciascuna coi propri testi e i propri maestri. Fra i Tantra della scuola non dualista, sono da citare per la loro importanza lo Rudrayāmala, il Vijñānabhairava, il Tantrasadbhāva, lo Brahmayāmala, lo Svacchanda, eccetera. Nella letteratura critica moderna si usa spesso definire Tantra soltanto questi testi della dottrina non dualista, lasciando invece il termine Āgama per gli altri.
Un'altra tradizione vuole altresì che i 10 Āgama della scuola dvaita siano stati comunicati da Sadāśiva, Śiva l'eterno, uno degli aspetti del Dio; i 18 della scuola dvaitādvaita da Rudra, lo Śiva del periodo vedico; i 64 Tantra della scuola ādvaita (i Tantra non dualisti) da Bhairava, l'aspetto terrifico di Śiva. Questo fa sì che spesso i testi relativi siano anche identificati con riferimento a queste divinità.
Quanto alla datazione, non sempre è possibile stabilire con esattezza la data di concepimento delle opere, sia perché molte di queste sono state tramandate per via orale e solo successivamente scritte, sia perché usualmente gli studiosi hindu non hanno mai dato grande importanza alle date. Il Tantra più antico a noi pervenuto, la Niḥśvāsatattva Saṃhitā dello Śaivasiddhānta, è datato dagli studiosi intorno al V-VI secolo CE.

### GliUpāgama
Accanto ai primi 28 Tantra (gli Āgama dello Śaivasiddhānta) si sono successivamente aggiunti altri testi, in genere dei commenti, considerati anch'essi āgama (in numero imprecisato, ma comunque superiore a duecento): per distinguerli si usa generalmente il termine Mulāgama ("Āgama principali") per indicare i primi, e Upāgama ("Āgama secondari") per indicare il secondo gruppo.

### Altre classificazioni
Alla luce di un esame più approfondito, la suddivisione in base al dualismo/monismo si rivela non sempre coerente, esistendo testi di dubbia appartenenza, come per esempio il Supradheba che non sembra affatto esporre una dottrina dualista, pur essendo incluso negli Āgama dvaita. Sono altresì definiti come facente parte dei Tantra anche testi che non presentano affatto elementi riconducibili al fenomeno tantrico, per esempio il Pañcatantra, che è un'antologia di favole.

#### I cinque volti di Sadāśiva
Un'altra classificazione suddivide gli Āgama in cinque gruppi, facendoli derivare dai cinque volti di Sadāśiva, ma ciò non sembra avere un riscontro coi significati associati ai rispettivi aspetti. Secondo tale suddivisione, gli Āgama dei Siddhānta sarebbero enunciati dal volto superiore; i Bhūta-Tantra e i Gāruda-Tantra (quasi interamente perduti) dai volti occidentali e orientali; i Vāma-Tantra dal volto settentrionale; i Bhairava-Tantra dal volto meridionale.

#### Mantrapīţha e Vidyāpīţha
I 64 Tantra di Bhairava sono detti anche appartenere al Mantrapīţha, per distinguerli da altri testi, gli appartenenti al Vidyāpīţha. In questi ultimi è dominante il culto della forma femminile del divino, Devī, presente in numerose personificazioni.
Questo ulteriore gruppo di Tantra è a sua volta suddivisibile in due: gli Śakti-Tantra, e gli Yāmala-Tantra (yāmala significa "coppia", con riferimento all'unione dei principi maschile e femminile, indicata come Śiva-Śakti). Śakti è termine che significa "energia", e si riferisce a uno degli aspetti di Dio, quello creativo e immanente; la śakti è poi personificata, in alcune di queste tradizioni, sotto forma di dea divenendo quindi Śakti, e venerata in varie forme a seconda degli aspetti che si vogliono mettere in evidenza.
Gli Śakti-Tantra sono usualmente divisi in due raggruppamenti: quelli del Trika, e quelli del Kālīkula, ove si predilige il culto della dea Kālī, mentre i primi adottano una triade di divinità femminili, aspetto triplice della Śakti.

#### La via di destra e la via di sinistra
Un'ulteriore classificazione è quella in base all'ortodossia delle pratiche rituali descritte nei testi, cioè al loro rispetto della dottrina brahmanica o meno. I testi, e i riti, della scuola Śaivasiddhānta sono detti di "destra" (dakṣiṇa), perché abbastanza ortodossi; in genere sono detti di "sinistra" (vāma) tutti gli altri, con particolare riferimento agli Śakti-Tantra.

#### ITantrasecondo i culti
Con riferimento agli attuali principali culti dell'Induismo, i Tantra vengono anche classificati come appartenenti allo Shivaismo, Shaktismo e Vishnuismo. Dei primi due gruppi si è già discusso, mentre la letteratura tantrica vishnuita è principalmente rappresentata dal Pāñcarātra, e i relativi testi sono anche detti Pāñcarātra-Tantra (o Pāñcarātra-Āgama), con dottrine abbastanza vicine all'ortodossia brahmanica. Fanno parte di questo corpus per esempio: il Pauṣkara, il Sātvata, il Lakṣmī-tantra.
Oltre i culti principali esistono anche culti secondari o comunque testi tantrici che non rientrano in quelli. Ne sono un esempio i cosiddetti Tantra "solari", i Saura-Tantra, nei quali la divinità principale è Sūrya, il dio Sole (ad esempio la Saura-saṃithā); o i Gāṇapatya-Tantra, la cui divinità principale è Gaṇeśa; o i Gāruda-Tantra, dedicati a Gāruda.
Va infine precisato che tutte queste opere appartengono alla letteratura indiana in sanscrito. Oltre questi esistono testi tantrici in lingue vernacolari, come il bengali e il tamil, alcuni dei quali hanno un peso rilevante nelle tradizioni locali.

## GliŚakti-Tantra

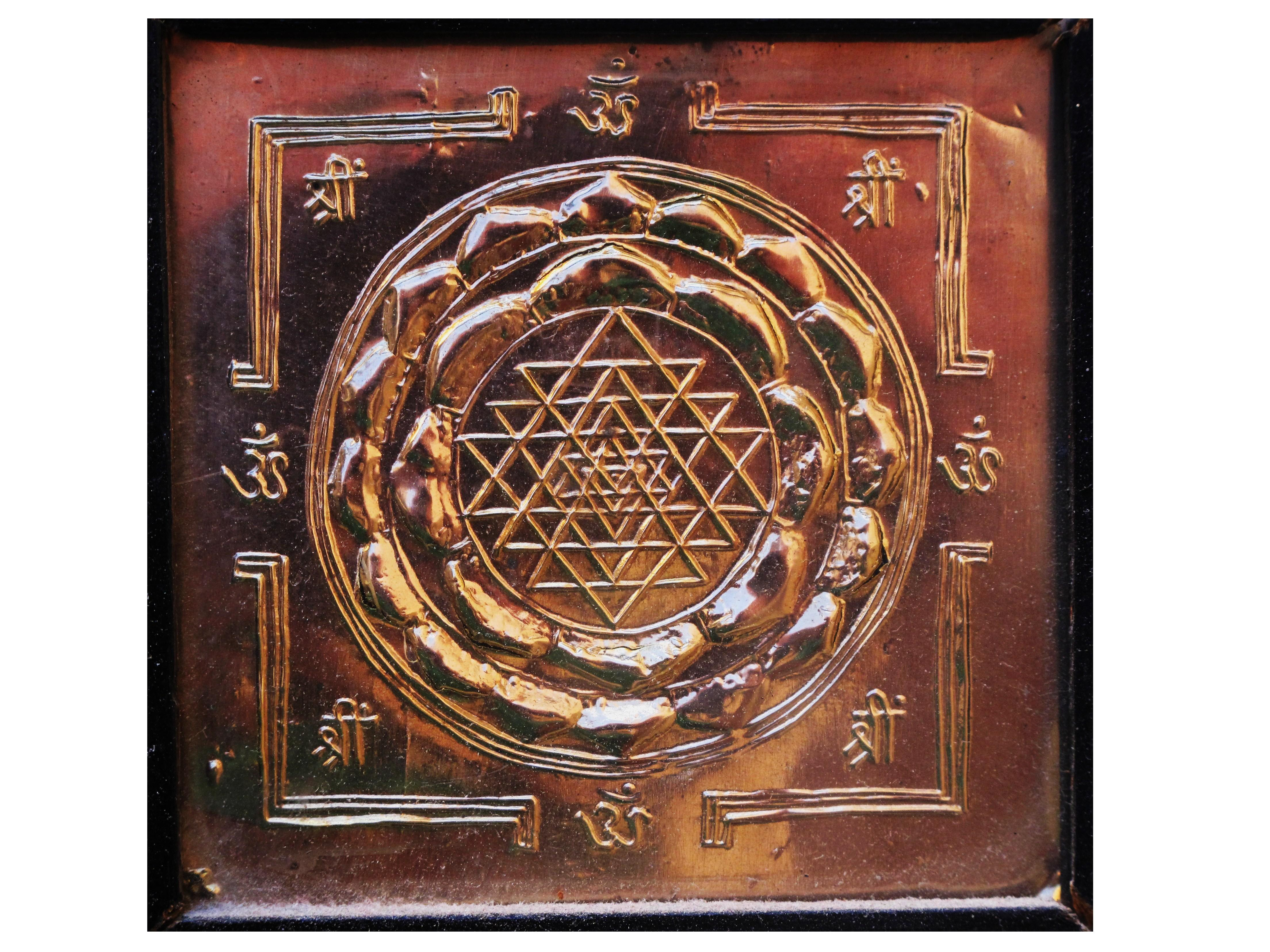
Lo Śrīcakra, simbolo dell'attività cosmica della dea Tripurasundarī ("La bella dei tre mondi"), placca in rame del XX secolo. Questo yantra è adoperato nei culti del Dakṣiṇa-āmnāya ("La tradizione del Sud") e la Dea è immaginata al centro del diagramma. L'adepto pratica un culto visionario complesso, servendosi anche di mantra dedicati, nel quale l'attività della Dea è visualizzata dal centro verso l'esterno, fino al quadrato con le sue quattro porte sul mondo.

Le tradizioni religiose associate ai testi Śakti-Tantra derivano, molto probabilmente, da un unico fondo di culti sviluppatisi al margine del mondo vedico, culti trasgressivi e visionari, con divinità femminili raffigurate con sembianza terrifiche, come le Yoginī. Da questo fondo sono emerse le sette dei Pāśupata e dei Lākula, formando un insieme detto del Kula. All'interno di questo si sono poi distinte quattro tradizioni (āmnāya), con culti simili ma ognuna con il proprio pantheon, ognuna coi propri testi. Esse sono:
- Pūrva-āmnāya ("tradizione orientale")

È il Kaula originale, col dio Kuleśvara e la dea Kuleśvarī, le otto madri Bramī, Kālī, eccetera. Questa tradizione è poi evoluta nella scuola del Trika. Fra i testi base annovera il Jayadrathayāmala.
- Uttara-āmnāya ("tradizione settentrionale")

È la tradizione che darà luogo alla scuola denominata Krama, con le diverse forme di Kālī quali dee al centro dei culti. Il Tantra principale è il Ciñciṇītrasārasamuccaya.
- Paścima-āmnāya ("tradizione occidentale")

È detta anche Kubjikāmata, dal nome della divinità principale, la dea gibbuta Kubjikā. Un testo importante è il Kubjikāmata.
- Dakṣiṇa-āmnāya ("tradizione meridionale")

È detta anche Śrīvidyā, e gli dèi principali sono quelli dell'eros: Kāmeśvara e Kāmeśvarī, col culto della dea Tripurasundarī (o Lalitā), di Bhairava. Un testo è per esempio lo Yoginīhṛdaya.

### Gli sviluppi esegetici dello Shivaismo tantrico non dualista
I Tantra che sono a fondamento delle varie correnti e sette all'interno dei due principali nuclei, il Kula (non dualista) e lo Śaivasiddhānta (dualista e dualista/non-dualista), hanno generalmente una scarna parte teorica, essendo centrati maggiormente sull'aspetto ritualistico. È nelle successive opere dei commentatori che si ritrovano le speculazioni teologiche e gli sviluppi filosofici più importanti. Questa letteratura si sviluppa a partire dal IX secolo proseguendo fino al XIV, e avviene principalmente nel Kashmir (Shivaismo kashmiro). Sostanzialmente essa parte da Vasugupta (VIII-IX secolo), il mistico che secondo la leggenda ricevette in sogno da Śiva l'esortazione di riportare alla luce e diffondere lo śivaismo non dualista nel mondo (le tradizioni śākta del Kaula si erano in parte perse, in parte erano diventate sette minacciate dalle nuove correnti religiose). Vasugupta scrisse così gli Śivasūtra e successivamente la Spandakārikā.
Queste due opere, che sono in forma aforismatica (sūtra si può tradurre con "aforisma"), hanno dato luogo a molti commenti, tra i quali si menzionano come importanti, per gli Śivasūtra: lo Śivasūtravimarśinī di Kṣemarāja (X-XI secolo), e lo Śivasūtravārttika di Bhāskara (X secolo); per la Spandakārikā: la Spandanirṇaya e la Spandasaṃdoha, entrambi di Kṣemarāja. Da questo primo nucleo di opere e dal background dei Tantra non dualisti, prende corso lo Śivaismo detto del Kashmir, che è quindi tantrico ed essenzialmente monista.
Si distinguono quattro scuole esegetiche dello Śivaismo tantrico non dualista:
- Spanda

La Spandakārikā è il testo che dà luogo alla scuola denominata Spanda. Secondo tale scuola Dio, che è coscienza suprema, si manifesta nella realtà oggettiva in un ininterrotto gioco dinamico: spanda vuol dire "vibrazione", "movimento". La liberazione si ottiene misticamente, realizzando che questa vibrazione è alla base di ogni manifestazione. Le pratiche sono quelle dello yoga e dei mantra. Lo Spanda verrà parzialmente assorbito nel Trika.
- Pratyabhijñā

Questa scuola fa capo a Somānanda (IX-X secolo) col suo Śivaḍṛṣti ("Visione di Śiva"), opera che si può considerare cruciale nella storia dello Śivaismo. Sulla linea di questo testo il suo discepolo Utpaladeva (X secolo) scrisse l'Īśvarapratyabhijñākārikā ("Le stanze di riconoscimento del Signore"). Discepolo indiretto di Utpaladeva fu poi quell'Abhinavagupta di cui sopra, il quale scrisse due notevoli commenti alle Stanze, considerati fra i capolavori della filosofia indiana: Īśvarapratyabhijñāvirmaśinī e Īśvarapratyabhijñāvivṛitivirmaśinī. Secondo la Pratyabhijñā, la liberazione avviene riconoscendo (pratyabhijñā significa "riconoscere") l'identità del proprio Sé con Śiva, Signore supremo: è la potenza di Māyā a far sì che la realtà onnicomprensiva della Coscienza universale si contragga per dare luogo alla dualità dei singoli soggetti conoscenti. Śiva conosce sé stesso nella molteplicità, ma ogni elemento della molteplicità ha altresì la possibilità di ri-conoscersi in Lui. Nella Pratyabhijñā l'uso di pratiche e rituali è molto ridotto: la strada dell'adepto è più intellettuale che religiosa o spirituale, fondandosi maggiormente sulla pura riflessione sulla natura del Sé.
- Krama

Questa scuola esegetica è uno sviluppo diretto dello Uttara-āmnāya. La liberazione avviene seguendo una successione (krama) di cinque stadi della coscienza, e ogni fase è dominata da una Dea. Fra i testi si ricorda il Kramakeli, opera perduta di Abhinavagupta, e il Mahārthamañjarī, opera del XIII secolo.
- Trika

Abhinavagupta (X-XI secolo), musicista, teologo e filosofo, è considerato maestro di più di una scuola: il suo Tantrāloka ("Luce sui Tantra") è un vasto trattato su tutto il fenomeno tantrico così come si presentava ai suoi tempi, ma egli, pur partendo da assunti propri del Pratyabhijñā, è da considerarsi esponente illustre del Trika, avendone elaborato una sintesi notevole, rifacendosi anche a tradizioni dualistiche. Śiva è la Realtà Suprema e si manifesta nel mondo tramite la sua energia (śakti). Si ottiene la liberazione riconoscendo la non-dualità della propria coscienza: è sempre Dio ad agire in noi. Nel Tantrāloka Abhinavagupta classifica le possibili strade che l'adepto può seguire verso lo stadio finale; ma l'opera è essenzialmente speculativa, con poco spazio dedicato alla ritualistica. Centrale è il concetto di "discesa dell'energia divina" (śaktipāta), un percorso spirituale mediante il quale l'adepto segue la sua strada verso la "non dualità della coscienza" (saṃvidadvaya). A livello dottrinale il Trika è caratterizzato da una serie di triadi, che hanno una valenza più metafisica che religiosa. Tra i testi principali anche il Tantrāsadhāva, il Devyāyāmala, il Mālinījaya.

## Struttura e contenuti deiTantra

Un disegno schematico che rappresenta il percorso della Kuṇḍalini nel corpo dell'adepto in meditazione.

In linea teorica ogni testo dei Tantra dovrebbe essere suddiviso in quattro parti dette pāda (termine che significa "piede"), volte a illustrare gli aspetti principali della vita di un adepto dei Tantra (il tāntrika): la dottrina (jñāna), il rituale (kriyā), il comportamento (caryā), lo yoga. Questa suddivisione è però riscontrata raramente.
Gli argomenti trattati spaziano enormemente, dalla cosmologia all'alchimia, dalle regole di vita quotidiane ai riti esoterici, dall'architettura sacra all'iconografia. Generalmente la sezione dedicata alla ritualistica ha dimensione maggiore delle altre.
Un concetto comune a tutti i Tantra è la divinità del corpo, nel quale sono contenuti l'intera gerarchia cosmica e la polarità fra la parte maschile e femminile della divinità, rispettivamente negli aspetti di Śiva e Kuṇḍalini ("l'arrotolata"), un'energia interiore di cui tutti siamo dotati ma usualmente inattiva. L'unione di tali principi è il fine dell'adepto dei Tantra, il tāntrika. Tale percorso parte dalla purificazione e dalla distruzione rituale del corpo, cui segue l'edificazione di un nuovo corpo divino per mezzo di pratiche specifiche (recitazione dei mantra e visualizzazione interiore), e termina col culto esteriore, la pūjā. L'intero viaggio è vissuto come il percorso della Kuṇḍalini nel corpo stesso dell'adepto, dal punto in cui giace come addormentata, alla base della colonna vertebrale, fino alla sommità del capo, dove si unisce a Śiva, donando la beatitudine della liberazione.